# Григорівка (Амвросіївська міська громада)
Григо́рівка — село Амвросіївської міської громади Донецького району Донецької області, Україна. Населення становить 271 особа.

## Загальні відомості
Відстань до райцентру становить близько 26 км і проходить автошляхом місцевого значення.
Землі села межують із територією с. Тарани Шахтарського району Донецької області.
Неподалік від села розташований регіональний ландшафтний парк Донецький кряж.
Унаслідок російської військової агресії із серпня 2014 р. Григорівка перебуває на території ОРДЛО.

## Історія
Станом на 1873 рік у селищі Маринівської волості Міуського округу Області Війська Донського мешкало 932 особи, налічувалось127 дворових господарств й 3 окремих будинки, 18 плугів, 119 коней, 151 пара волів, 616 овець.
За переписом 1897 року кількість мешканців зросла до 1579 осіб (783 чоловічої статі та 796 — жіночої), з яких 1567 — православної віри.

## Населення
За даними перепису 2001 року населення села становило 271 особу, з них 60,89 % зазначили рідною мову українську та 39,11 % — російську.